# Sophie de Grouchy
Pour les articles homonymes, voir Condorcet et Grouchy.
Sophie Marie Louise de Grouchy, connue sous le titre de Sophie de Grouchy ou de marquise de Condorcet, née le 7 ou 8 avril 1763 ou 1764 et morte le 8 septembre 1822 à Paris, est une femme de lettres française.

## Biographie
Sophie Marie Louise de Grouchy serait née au château de Villette, demeure familiale des Grouchy, qui est situé sur la paroisse de Condécourt, non loin de Meulan. Elle est la fille aînée du marquis de Grouchy (François Jacques de Grouchy, 1715-1808), et de Gilberte Fréteau de Pény (ca 1740-1793).
Elle est la sœur de :
- Emmanuel de Grouchy, le maréchal d'Empire, protagoniste malheureux de la bataille de Waterloo, qui épouse en 1785 Cécile Félicité Céleste Le Doulcet (1766 ou 1767-1827), sœur de Louis-Gustave Le Doulcet de Pontécoulant
- Charlotte Félicité de Grouchy (1768 Condécourt-1844), épouse du docteur Cabanis[4].

Elle est la nièce du conseiller au Parlement de Paris Fréteau de Saint-Just et du président Dupaty.
Elle est tout d'abord vouée à l'Église : elle est chanoinesse postulante du chapitre noble de Neuville-les-Dames, dans la Bresse, de septembre 1784 à l'été 1786. Mais elle préfère se marier. Son esprit brillant marqué par un fort scepticisme religieux, sa beauté et son intelligence séduisent le philosophe Nicolas de Condorcet, de vingt ans son aîné, qu'elle a rencontré chez son oncle, le président Dupaty. Elle épouse Condorcet le 28 décembre 1786, dans la chapelle du château de Villette, le mariage ayant pour témoin La Fayette.
Sophie de Condorcet s'installe à l’hôtel de la Monnaie où son mari réside comme inspecteur général des Monnaies de France. Elle y ouvre un salon philosophique en 1787 (salon littéraire rival de celui de Madame de Staël, plus mondain, réunissant des aristocrates libéraux), où elle reçoit de nombreux philosophes des Lumières, des encyclopédistes et des étrangers de passage. Il n’est pas déraisonnable de supposer qu'elle a joué quelque rôle dans le féminisme de son mari, auteur du célèbre opuscule Sur l’admission des femmes au droit de cité (paru le 3 juillet 1790).
En mai 1790, ils ont une fille unique, Alexandrine-Louise Sophie de Condorcet, qui sera appelée toute sa vie Élisa. Celle-ci épouse en 1807 le général Arthur O'Connor.
À la suite de la mise en accusation par les jacobins, puis de la mort de son mari en 1794, Sophie de Condorcet connaît des jours difficiles, devant tenir une boutique pour pouvoir survivre. Ayant récupéré une partie de ses biens vers 1799, elle peut renouer avec ses activités littéraires, publiant les œuvres de son mari et rouvrant son salon littéraire qui deviendra un foyer d’opposition durant le Premier Empire.
Outre ses Lettres sur la sympathie, elle a traduit Thomas Paine et Adam Smith.
Elle est inhumée au cimetière du Père-Lachaise (division 10),.

## Œuvre
- Lettres sur la sympathie ; suivies des Lettres d’amour, Montréal, Étincelle, 1994.
- Les Lettres sur la sympathie (1798). Philosophie morale et réforme sociale, Marc André Bernier et Deidre Dawson (éd.), SVEC, 2000.

## Traductions
- Adam Smith, Théorie des sentimens moraux, ou, Essai analytique sur les principes des jugemens que portent naturellement les hommes, d’abord sur les actions des autres et ensuite sur leurs propres actions, traduit de l’anglois sur la septième et dernière édition par Marie-Louise-Sophie de Grouchy Condorcet, Marquise, Paris, F. Buisson, 1798.

## Correspondance
- Jean Nicolas Rieucau, « Quatorze lettres inédites de Sophie de Grouchy et des éditeurs des Œuvres dites Complètes de Condorcet », Recherches sur Diderot et sur l'Encyclopédie, 39, 2005, p. 125-155 (ces lettres concernent principalement la préparation des Œuvres de Condorcet, parues durant l’été 1804). En ligne sur openedition.
- Charles Léger, Captives de l’amour, d’après des documents inédits ; lettres intimes de Sophie de Condorcet, d’Aimée de Coigny et de quelques autres cœurs sensibles, Paris, C. Gaillandre, 1933.